# Eupithecia stypheliae
Eupithecia stypheliae,là một loài bướm đêm thuộc họ Geometridae. Nó là loài đặc hữu của Hawaii.
Ấu trùng ăn Styphelia tameiameiae.